# پیتر وولف
پیتر وولف (انگلیسی: Peter Woulfe؛ ۱۷۲۷ – ۱۸۰۳) دانشمند در زمینه شیمی و کانی‌شناسی اهل جمهوری ایرلند بود.
وی همچنین برندهٔ جوایزی همچون همکار انجمن سلطنتی و مدال کاپلی شده‌است.